# キングダム ハーツ HD 2.5 リミックス
『キングダム ハーツ -HD 2.5 リミックス-』（キングダム ハーツ エイチディー ツーポイントファイブ リミックス、KINGDOM HEARTS -HD 2.5 ReMIX-）は、スクウェア・エニックスから2014年10月2日に発売されたPlayStation 3用コンピュータゲーム。

## 概要
PlayStation 2用ソフト『キングダム ハーツII』（KH2）とPlayStation Portable用ソフト『キングダム ハーツ バース バイ スリープ』（BbS）をHDリマスターし移植。それに加え、ニンテンドーDSで発売された『キングダム ハーツ Re:コーデッド』を映像作品としてリメイクしたものを収録しており、シリーズのうち三作品をまとめた内容となっている。なお、『KH2』と『BbS』は追加要素が含まれた『ファイナル ミックス』版を元に日本語音声で収録している（オリジナルの『KH2FM』と『BbSFM』は英語音声）。HD化の作業および『Re:コーデッド』の映像制作は、『キングダム ハーツ HD 1.5 リミックス』（KH1.5）と同じくスクウェア・エニックス第3BD・大阪チームが担当した。
ディレクターの野村哲也は『KH1.5』の発表時に『HD 2.5 リミックス』の存在について尋ねられた際に、「1.5があって2.5がないのは不自然」と答えており、『KH1.5』のスタッフクレジットには本作に収録される作品群の映像が予告編のように入っていた。2013年10月14日、東京ディズニーリゾートで開催された「d23 expo Japan 2013」内の、ショー&プレゼンテーション「キングダム ハーツ リミテッド ステージ」において正式に初公開された。
『KH1.5』に収録されたシリーズ第一作『キングダム ハーツ』は、ポリゴンモデルの差し替えや操作感覚の変更など『KH2』以降の作品に合わせる形で内容の調整や修正がされていたが、本作は『KH2』以降の作品を収録しているため、そういった調整よりもHD化に向けたテクスチャの徹底的な描き直しに重点を置いて開発がされている。また、ハードが携帯ゲーム機のPSPだった『BbS』はそれに加え、据え置きゲーム機に合わせた操作方法に変更されている。
初回生産特典として、PC用ブラウザゲーム『キングダム ハーツ キー』で使用出来るシリアルコードが封入された。

### 限定版
キングダム ハーツ スターターパック -HD 1.5+2.5 リミックス-
『HD 2.5 リミックス』と同時発売。特別仕様のパッケージに『HD 1.5 リミックス』と『HD 2.5 リミックス』のディスク2枚を収録。
キングダム ハーツ コレクターズパック -HD 1.5+2.5 リミックス-
『HD 2.5 リミックス』と同時発売。スクウェア・エニックスe-store専売。『HD 1.5 リミックス』と『HD 2.5 リミックス』のディスク2枚のほか、イラストを多数収録した30ページの小冊子「KINGDOM HEARTS VISUAL ART COLLECTION」、シリーズの楽曲から厳選された64曲（32曲のオリジナル版とリマスター版の2種類）を高音質で収録したBlu-ray Disc「KINGDOM HEARTS MUSIC SELECTION」が特別仕様パッケージに同梱されている。

## 主な変更点
- トロフィー機能に対応。
- 解像度が1080pに向上し、『KH2』は画面比率が16:9のワイド表示になった。
- 背景やキャラクター等のテクスチャ、エフェクト等がHD向けに描き直され、メニュー画面などのインターフェースもHD画質・ワイド画面向けに再構成されている。
- サウンドが5.1chサラウンドに対応。また下村陽子の監修の下、『KH2FM』はほぼ全曲、『BbSFM』は一部のBGMを生楽器に差し替えて再録している。
- ゲームをクリア（『Re:コーデッド』の場合はコンテンツを全て閲覧）するとPS3用のカスタムテーマが手に入るようになった。

### キングダム ハーツII ファイナル ミックス
- オリジナル版『キングダム ハーツII』に、追加要素を含んだ『ファイナル ミックス』版として収録。ただし音声は英語ではなく日本語となる。
  - PS2版では『ファイナル ミックス』独自の追加イベントはゲーム本編で流れる際は声がなく、シアターモードでのみ日本語音声が聞けるようになっていたが、全編日本語になったことで追加イベントも本編中に音声が流れるようになった。
  - シアターモードでの日本語音声と英語音声の切り替えは健在。また、PS2版ではフェイシャルモーションは英語音声のもののみが収録されていたが、本作では追加イベントを含め日本語と英語両方の音声とフェイシャルモーションを収録している。
- ゲーム中のロゴやコピーライト表記などが、「Buena Vista Games」から「Disney INTERACTIVE STUDIOS」に変わっている。
- セーブメニューに、「タイトルに戻る」が追加された。

### キングダム ハーツ バース バイ スリープ ファイナル ミックス
- オリジナル版『キングダム ハーツ バース バイ スリープ』に、追加要素を含んだ『ファイナル ミックス』版として収録。ただし音声は英語ではなく日本語となる。
  - 『KH2FM』と同じくシアターでは日本語と英語の切り替えが可能で、フェイシャルモーションも両言語のものを収録。また、幼少時のソラ、リク、カイリの日本語音声向けのフェイシャルモーションは今回新たに作られたものである。
- 操作方法が一部変更された。カメラ操作がL/Rボタンから右スティックに、ロックオンがL+RボタンからR1ボタンに、ロックオン切り替えがロックオン中L/RボタンからL1ボタンに、シュートロックがL+Rボタン長押しからR1ボタン長押しにそれぞれ変わっている。また、デッキコマンドの回転が十字キーのほかL2/R2ボタンでも行えるようになった。
- ワールド「ミラージュアリーナ」はPSP版では通信によるマルチプレイができるワールドだったが、本作ではマルチプレイが廃されシングルプレイ専用となった。それに合わせ、敵のAIやステータスなどミッションの内容も再調整され、また特定の条件を満たしてミッションをクリアすることでより多くの報酬を得られる「ボーナスチャレンジ」が追加されている。
- PSP版では、コマンド「マグネ」や「デトネ」、「ゼログラビデ」など、フィールドに残留する魔法はプレイヤーキャラの「スタイルチェンジ」が起きると消えてしまうが、本作ではスタイルチェンジが起きても消えないようになった。
- アビリティ「EXPゼロ」を装備した際のゲームバランスが調整された。
- プレイヤーキャラのキーブレードの造形が立体的に作り直されている。
- バトル中に現れるボタン型のアイコンやエフェクトが、PS3のコントローラーのボタンの色に変更されている。
- ワールドの各部に新たに環境音が挿入されている。
- メニュー画面でのSEが『KH2FM』と同じSEに変更された。
- セーブメニューに、「タイトルに戻る」が追加された。

### キングダム ハーツ Re:コーデッド
- 映像作品としてリメイク。『KH1.5』で映像作品となった『キングダム ハーツ 358/2 Days』（Days）はメインストーリーのみの映像化だったが、『Re:コーデッド』はDS版の時点でメインストーリーの多くが映像化されていたため、ディズニー作品のワールドの話も含めての映像化となる。全体としては約3時間で、DS版からあるシーンが約1時間、新規制作されたシーンが約2時間。
- DS版には無かった映像として、オープニングムービーや、『KHχ』との繋がりを仄めかすシーンが追加されている。『KH1.5』での『Days』ではバトルが映像上は省略されていたが、本作では一部のバトルも映像化されている。また、あらすじ画面も王様の声で朗読される。
- 映像を全て視聴すると、時系列順の次回作『キングダム ハーツ 3D ［ドリーム ドロップ ディスタンス］』へ続く新たなシークレットムービーが解禁される。
- 「キャラクター辞典」が追加。メニューから閲覧できる。